# 国鉄タキ16500形貨車
国鉄タキ16500形貨車（こくてつタキ16500がたかしゃ）は、1969年（昭和44年）から製作された、プロピレンオキサイド専用の 35 t 積 貨車（タンク車）である。
私有貨車として製作され、日本国有鉄道（国鉄）に車籍編入された。1987年（昭和62年）4月の国鉄分割民営化後は日本貨物鉄道（JR貨物）に車籍を承継された。

## 概要
タキ16500形は1969年（昭和44年）から1993年（平成5年）にかけて28両（タキ16500 - タキ16527）が日立製作所、日本車輌製造の2社にて製作された。
落成当時の所有者は、昭和電工、周南石油化学、日本石油輸送の3社であった。その主な常備駅は、鶴見線の扇町駅、山陽本線の周防富田駅（その後1980年（昭和55年）10月1日新南陽駅に改名）、東海道本線貨物支線の東高島駅である。
その後、周南石油化学所有車5両は、1978年（昭和53年）10月1日に徳山曹達へ名義変更した。
1979年（昭和54年）10月より化成品分類番号「燃32」（燃焼性の物質、引火性液体、危険性度合1（大））が標記された。
約25年間に渡り増備されてきたため、系列的にはタキ35000形からの派生車9両（タキ16500 - タキ16508）、タキ17000形からの派生車3両（タキ16509 - タキ16511）、タキ38000形からの派生車16両（タキ16512 - タキ16527）の3つに大別できる。
キセ（外板）付きドームなしタンク車であり、荷役方式は上入れ、上出し式である。
塗色は、黒又は銀色であり、寸法は3系列により大きく異なる。換算両数は積車5.5、空車2.0、最高運転速度は75km/h、台車は12t 車軸を使用したTR41C、TR41E-13、TR225、TR213C、TR213Dである。
1987年（昭和62年）4月の国鉄分割民営化時にはタキ16504を除く19両がJR貨物に継承され、JR化後も1993年（平成5年）まで製作され、1995年（平成7年）度末時点で23両（タキ16500 - タキ16502、タキ16508 - タキ16527）が現存していたが、2008年（平成20年）度に最後まで在籍した7両（タキ16509、タキ16511、タキ16523 - タキ16527）が廃車となり同時に形式消滅となった。

## 年度別製造数
各年度による製造会社と両数、所有者は次のとおりである。（所有者は落成時の社名）
- 昭和44年度 - 4両
  - 日立製作所 3両 昭和電工（タキ16500 - タキ16502）
  - 日立製作所 1両 周南石油化学（タキ16503）
- 昭和45年度 - 4両
  - 日立製作所 4両 周南石油化学（タキ16504 - タキ16507）
- 昭和47年度 - 1両
  - 日立製作所 1両 日本石油輸送（タキ16508）
- 昭和49年度 - 3両
  - 日本車輌製造 3両 日本石油輸送（タキ16509 - タキ16511）
- 昭和53年度 - 1両
  - 日本車輌製造 1両 日本石油輸送（タキ16512）
- 昭和54年度 - 3両
  - 日本車輌製造 3両 日本石油輸送（タキ16513 - タキ16515）
- 昭和55年度 - 4両
  - 日本車輌製造 2両 昭和電工（タキ16516 - タキ16517）
  - 日本車輌製造 2両 日本石油輸送（タキ16518 - タキ16519）
- 昭和62年度 - 1両
  - 日本車輌製造 1両 日本石油輸送（タキ16520）
- 昭和63年度 - 2両
  - 日本車輌製造 2両 日本石油輸送（タキ16521 - タキ16522）
- 平成元年度 - 2両
  - 日本車輌製造 2両 日本石油輸送（タキ16523 - タキ16524）
- 平成3年度 - 1両
  - 日本車輌製造 1両 日本石油輸送（タキ16525）
- 平成4年度 - 2両
  - 日本車輌製造 2両 日本石油輸送（タキ16526 - タキ16527）